# Перцева, Августа Георгиевна
Августа Георгиевна Перцева (24 ноября 1919, Власова, Екатеринбургская губерния — 19 июня 2018, Ирбит, Свердловская область) — Герой Социалистического Труда (1966), слесарь-сборщик Ирбитского мотоциклетного завода Министерства автомобильной промышленности СССР Свердловской области.

## Биография
Родилась 24 ноября 1919 года в деревне Власова Пермской губернии (ныне — Байкаловский район Свердловской области). Закончила Ирбитское дошкольное педагогическое училище.
В 1942 году закончила трёхмесячные курсы по специальности «слесарь» и устроилась слесарем второго разряда на Ирбитский мотоциклетный завод, затем наладчиком, мастером участка сборки. В течение трёх лет жила и работала вместе сестрой в Днепропетровской области, но затем вернулась на Ирбитский мотоциклетный завод. Кроме работы посещала занятия школы комтруда, где изучала экономику, технологию, дежурила в цеховой добровольной народной дружине.
Семья
Августа Георгиевна была замужем два раза, у неё растут четыре внука и четыре правнука.

## Награды
За свои достижения была награждена:
- 22.08.1966 — звание Герой Социалистического Труда с золотой медалью Серп и Молот и орден Ленина;